# کالنبورن (باد نوین‌آر-آروایلار)
کالنبورن (به آلمانی: Kalenborn) یک شهر در آلمان است که در اهرویلر واقع شده‌است. کالنبورن ۶۸۹ نفر جمعیت دارد.